# Naoki Nomura
Naoki Nomura (jap. 野村 直輝, Nomura Naoki; * 17. April 1991 in Shimonoseki, Präfektur Yamaguchi) ist ein japanischer Fußballspieler. 

## Karriere
Naoki Nomura erlernte das Fußballspielen in der Universitätsmannschaft der Japan University of Economics. Seinen ersten Profivertrag unterschrieb er 2014 beim Yokohama FC. Der Verein aus Yokohama, einer Stadt in der Präfektur Kanagawa, spielte in der zweithöchsten japanischen Liga, der J2 League. Bis Ende 2018 absolvierte er für den Club 139 Zweitligaspiele. 2019 wechselte er zum Ligakonkurrenten Tokushima Vortis nach Tokushima. Für Tokushima spielte er 41-mal in der zweiten Liga. Anfang 2020 wurde er vom Erstligisten Ōita Trinita aus Ōita unter Vertrag genommen. Am Saisonende 2021 belegte er mit Ōita den achtzehnten Tabellenplatz und musste in zweite Liga absteigen.